# Jespák mořský
Jespák mořský (Calidris maritima) je velký druh jespáka z podřádu bahňáků. Ve všech šatech působí jako celkově tmavě šedě zbarvený se světlýma nohama (v prostém šatu a u mláďat jsou jasně oranžové). Zobák je u kořene žlutavý. Hnízdí na pobřeží, ve skalnaté tundře a v mokřadech na holých horských svazích. I na tahu jen vzácně zaletuje do vnitrozemí. V říjnu 1997 byl poprvé zjištěn také na území České republiky (u Bzence).

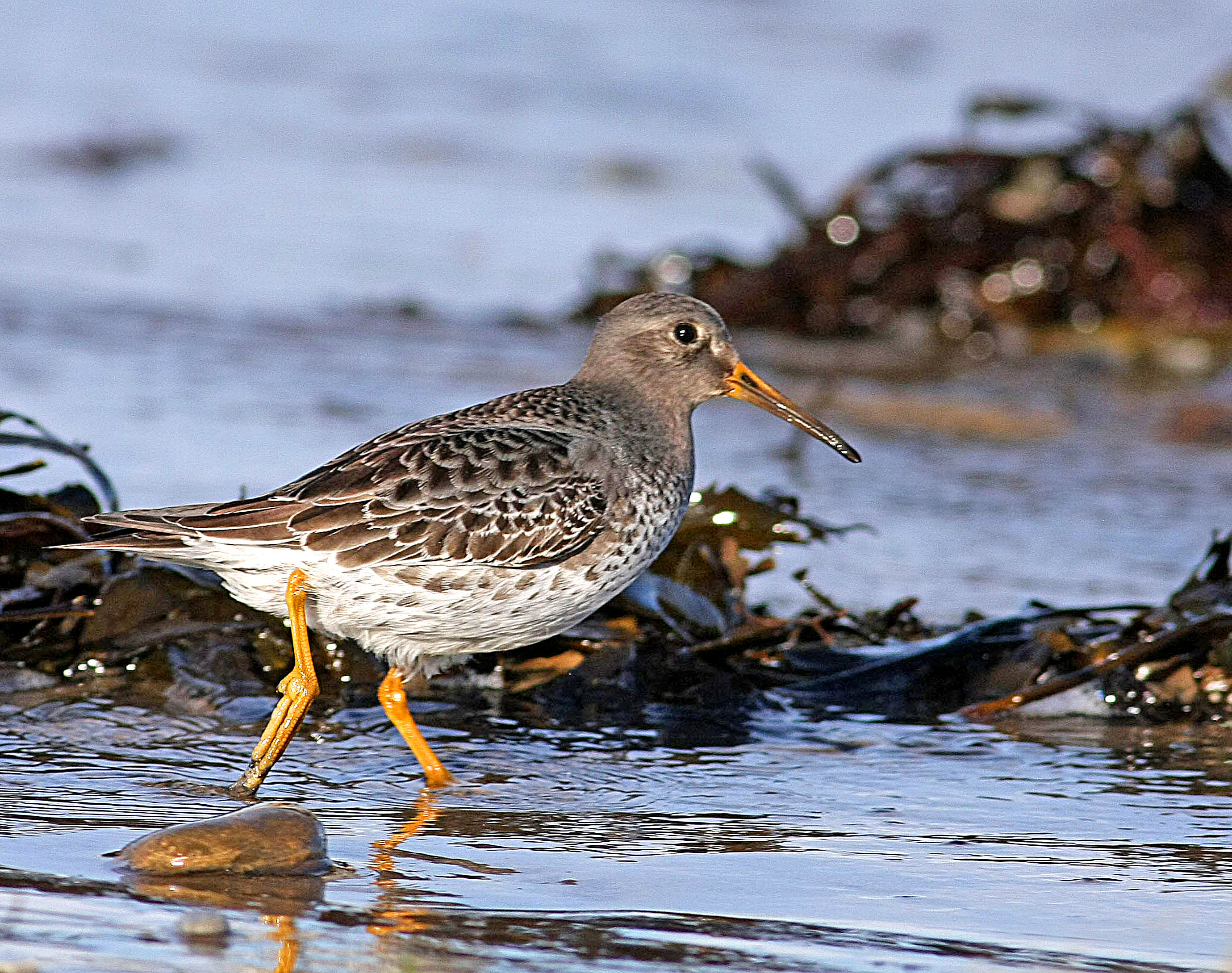
Jespák mořský ve svatebním šatu
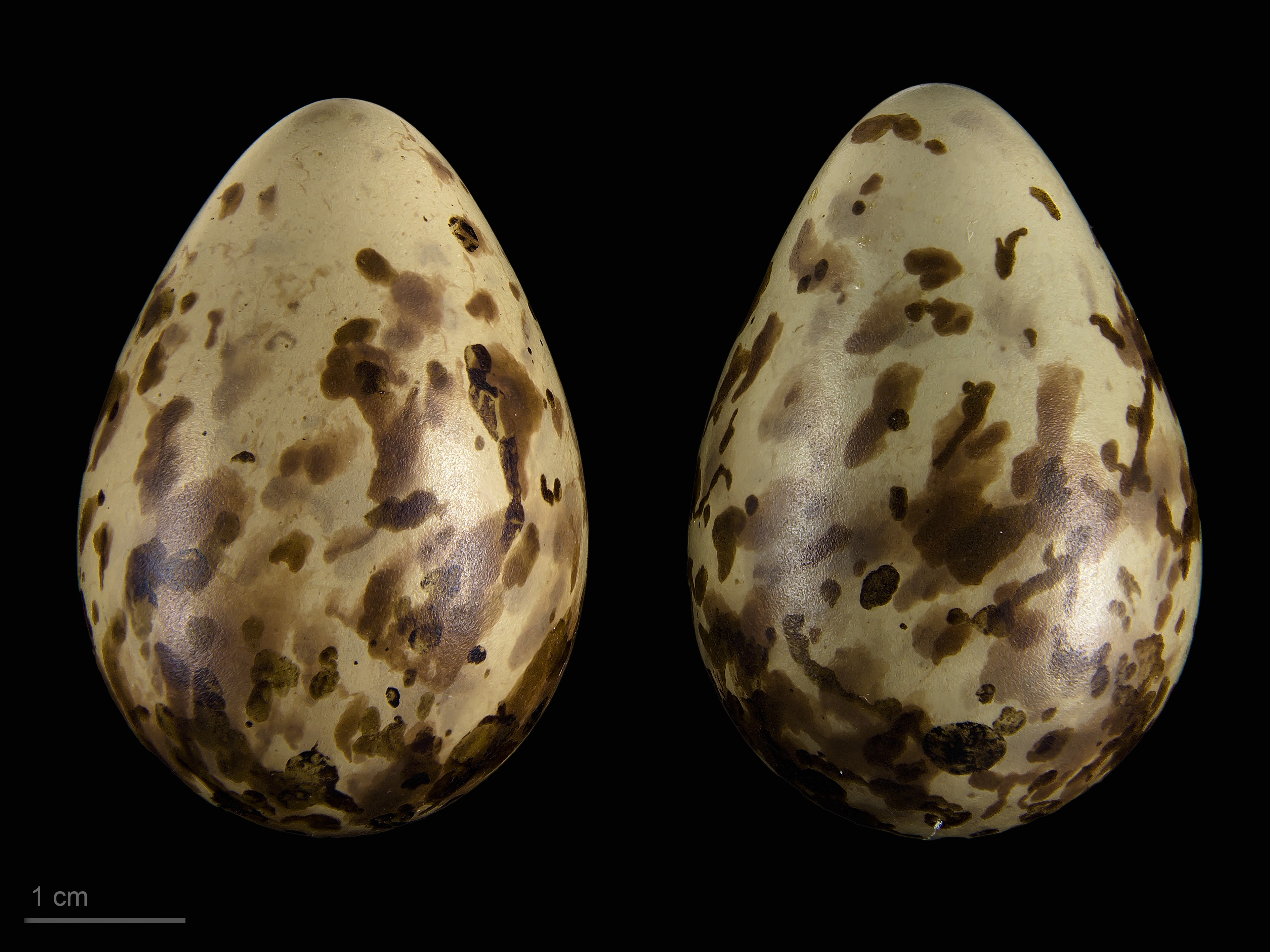
Vejce jespáka mořského (Calidris maritima maritima)